# Oh my darling Caroline
Oh my darling Caroline is een single van de Duitse schlagerzanger Ronny. Het is een cover van het Amerikaanse lied Oh my darling Clementine.

## Tracklist

### 7" Single
Telefunken U 55 546 (1964)
1. "Oh my darling Caroline" - 2:47
2. "Lu la lu" - 3:25

## Hitnotering
| Oh my darling Caroline     | Oh my darling Caroline | Oh my darling Caroline | Oh my darling Caroline | Oh my darling Caroline | Oh my darling Caroline | Oh my darling Caroline | Oh my darling Caroline | Oh my darling Caroline | Oh my darling Caroline |
| Hitlijst                   | Datum van binnenkomst  | Week:                  | 1                      | 2                      | 3                      | 4                      | 5                      | 6                      |                        |
| -------------------------- | ---------------------- | ---------------------- | ---------------------- | ---------------------- | ---------------------- | ---------------------- | ---------------------- | ---------------------- | ---------------------- |
| Tijd voor Teenagers Top 10 | 2-5-1964               | Positie:               | 10                     | 7                      | 7                      | 8                      | 8                      | 8                      | uit                    |